# Szöszös áltintagomba
A szöszös áltintagomba (Parasola conopilus) a porhanyósgombafélék családjába tartozó, Eurázsiában és Észak-Amerikában honos, erdőben, parkokban, növényi törmelékeken élő, nem ehető gombafaj. 

## Megjelenése
A szöszös áltintagomba kalapja 2-5 cm széles, alakja kúpos, idősebben széles kúpos, harangszerű vagy nagyjából domború. Felszíne csupasz vagy csak nagyítóval látható apró szőrök borítják. A széle bordázott, fátyolmaradványok nincsenek. Színe vörösbarna, idősen vagy kiszáradva halványbarnára fakul.  
Húsa vékony, törékeny; színe halványbarnás. Íze és szaga nem jellegzetes. 
Sűrűn álló, törékeny lemezei kis felületen tönkhöz nőttek, a féllemezek gyakoriak. Színük fiatalon halványbarnás, később sötétbarnára, barnásfeketére sötétednek; élük fehér. 
Tönkje 5-13 cm magas és 0,2-0,4 cm vastag. Alakja nagyon karcsú, egyenletesen hengeres, belül üreges. Színe fehér, felszíne csupasz. A tövéhez kapcsolódó micéliumszövedék fehér. 
Spórapora fekete. Spórája ellipszis alakú, sima, pórusa halvány, mérete 14–18 x 6–8 µm.

### Hasonló fajok
A szürkésfehér tintagomba, az erdei tintagomba, a kerti tintagomba vagy a csoportos porhanyósgomba hasonlíthat hozzá. 

## Elterjedése és termőhelye
EurÁzsiában és Észak-Amerikában honos. Magyarországon gyakori. 
Utak mentén, erdei ösvények szélén, parkokban, bolygatott talajon, faforgácson él, általában csoportosan. Augusztustól novemberig terem.

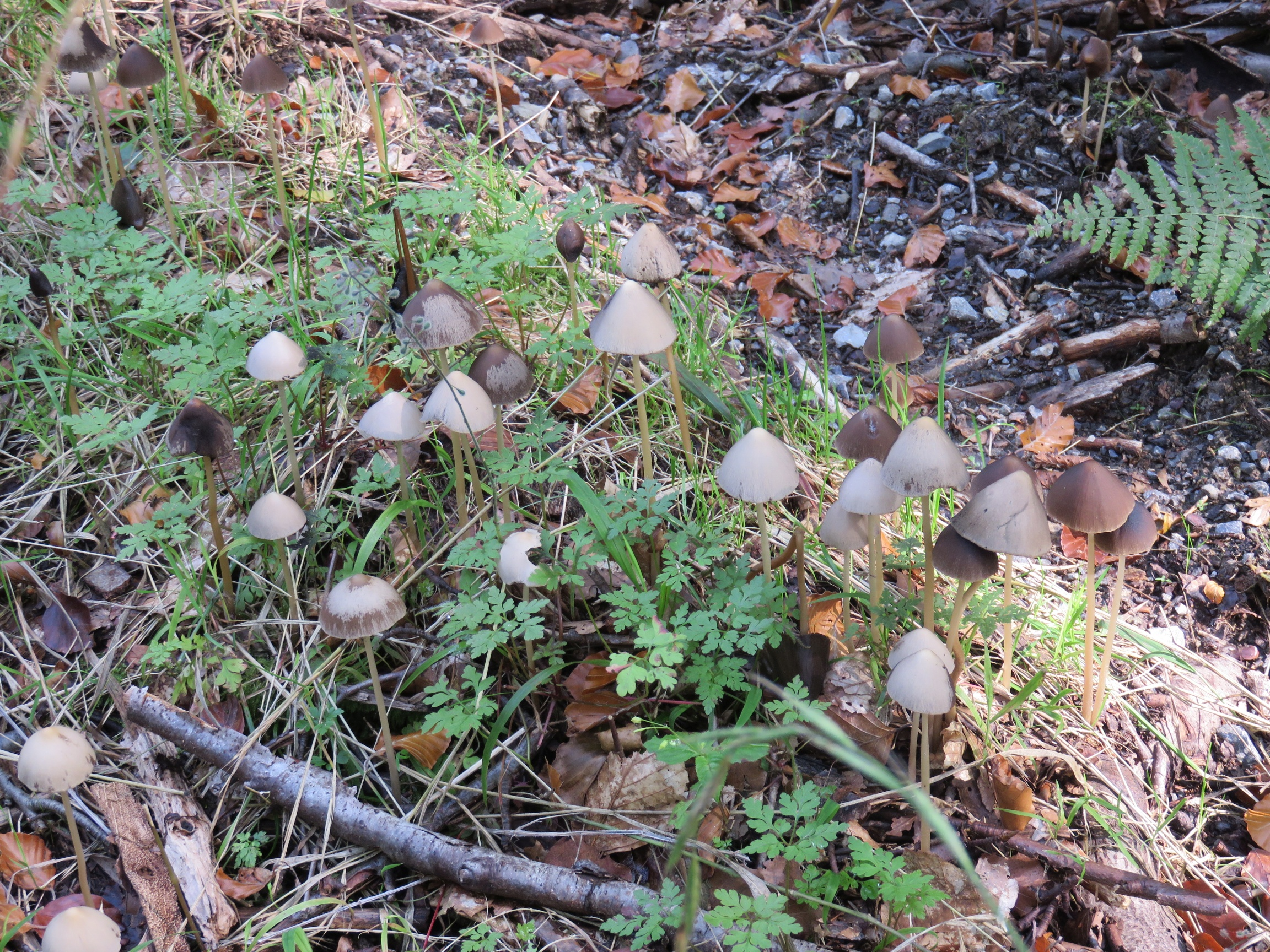
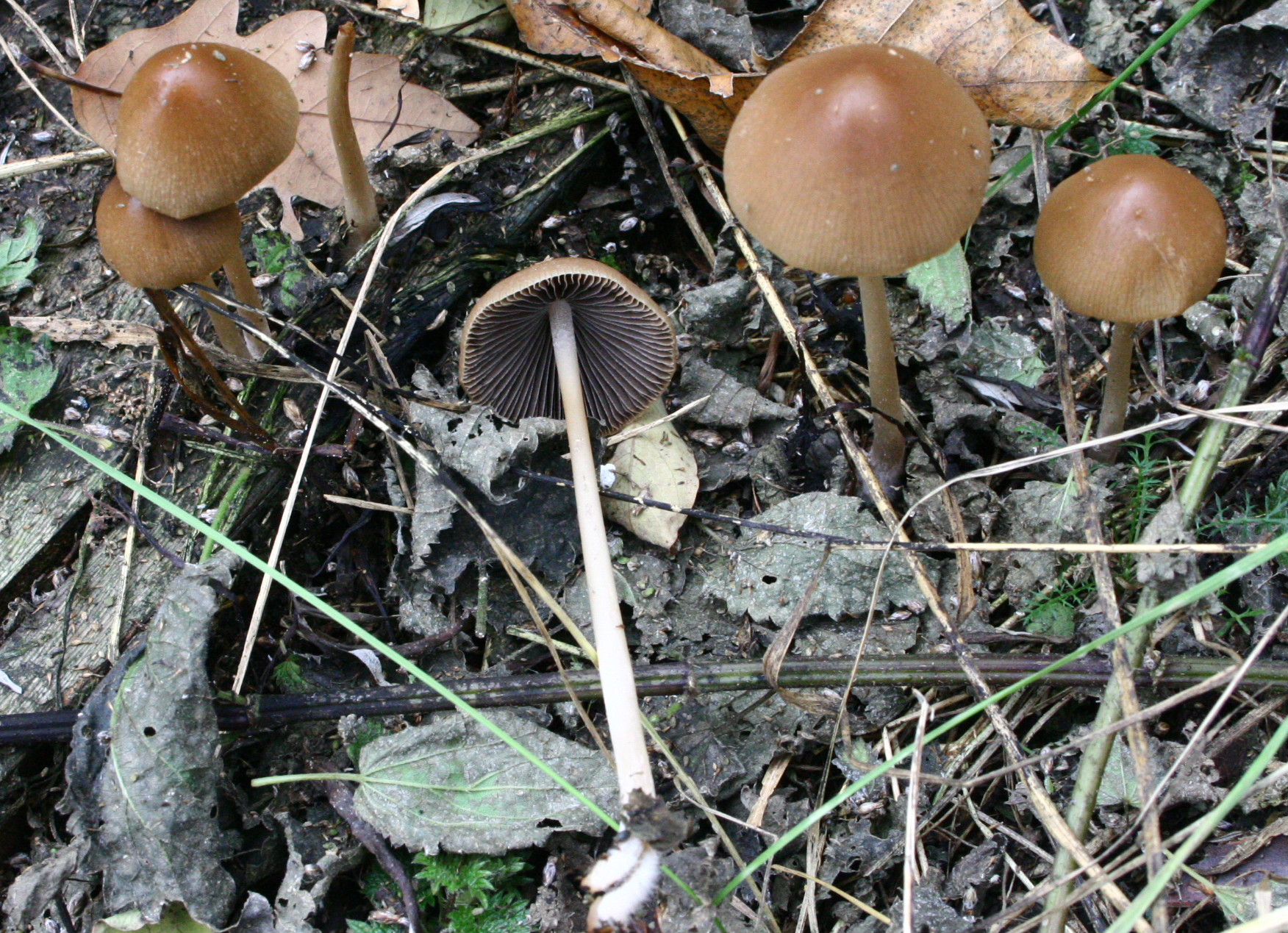
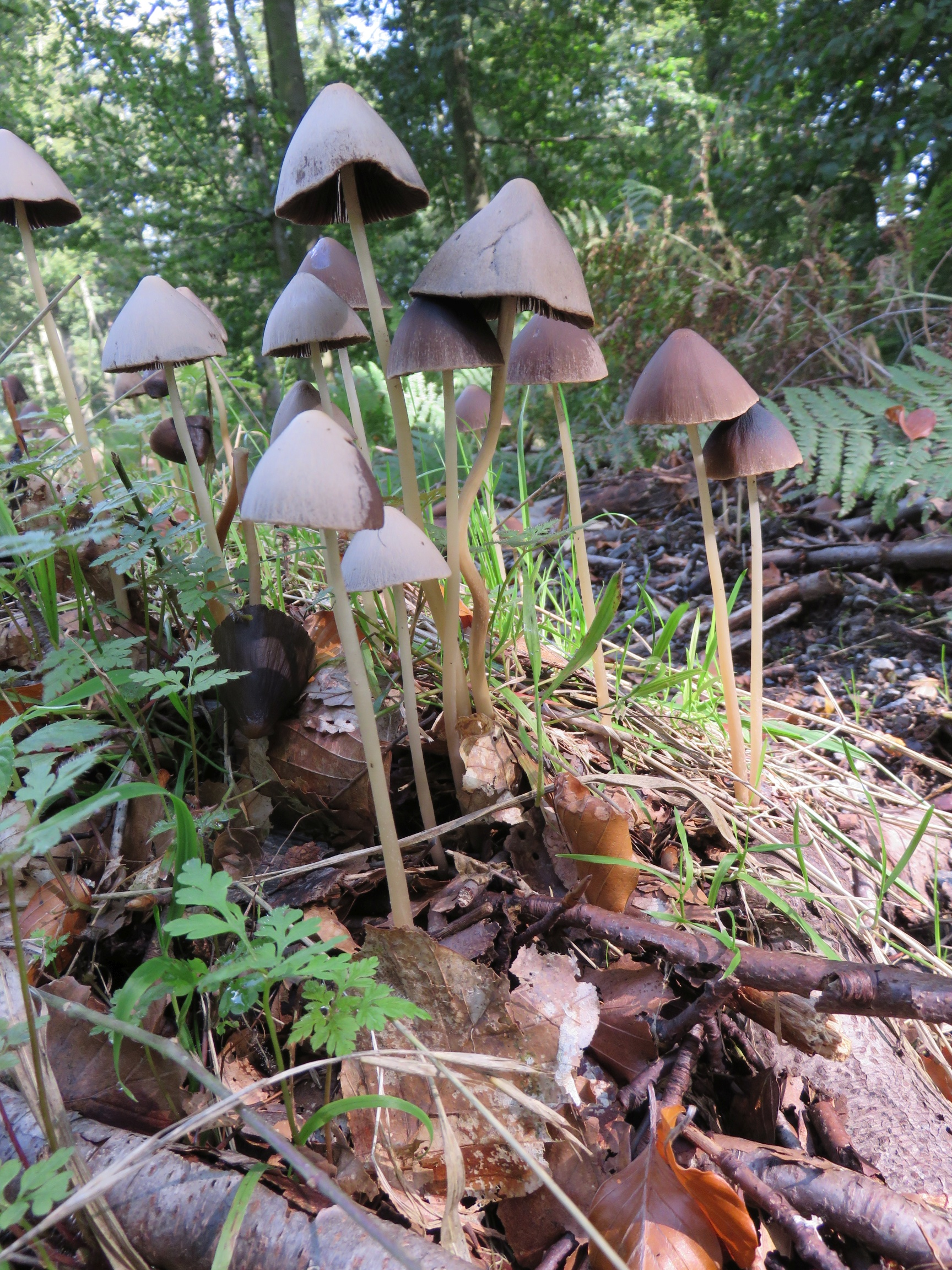
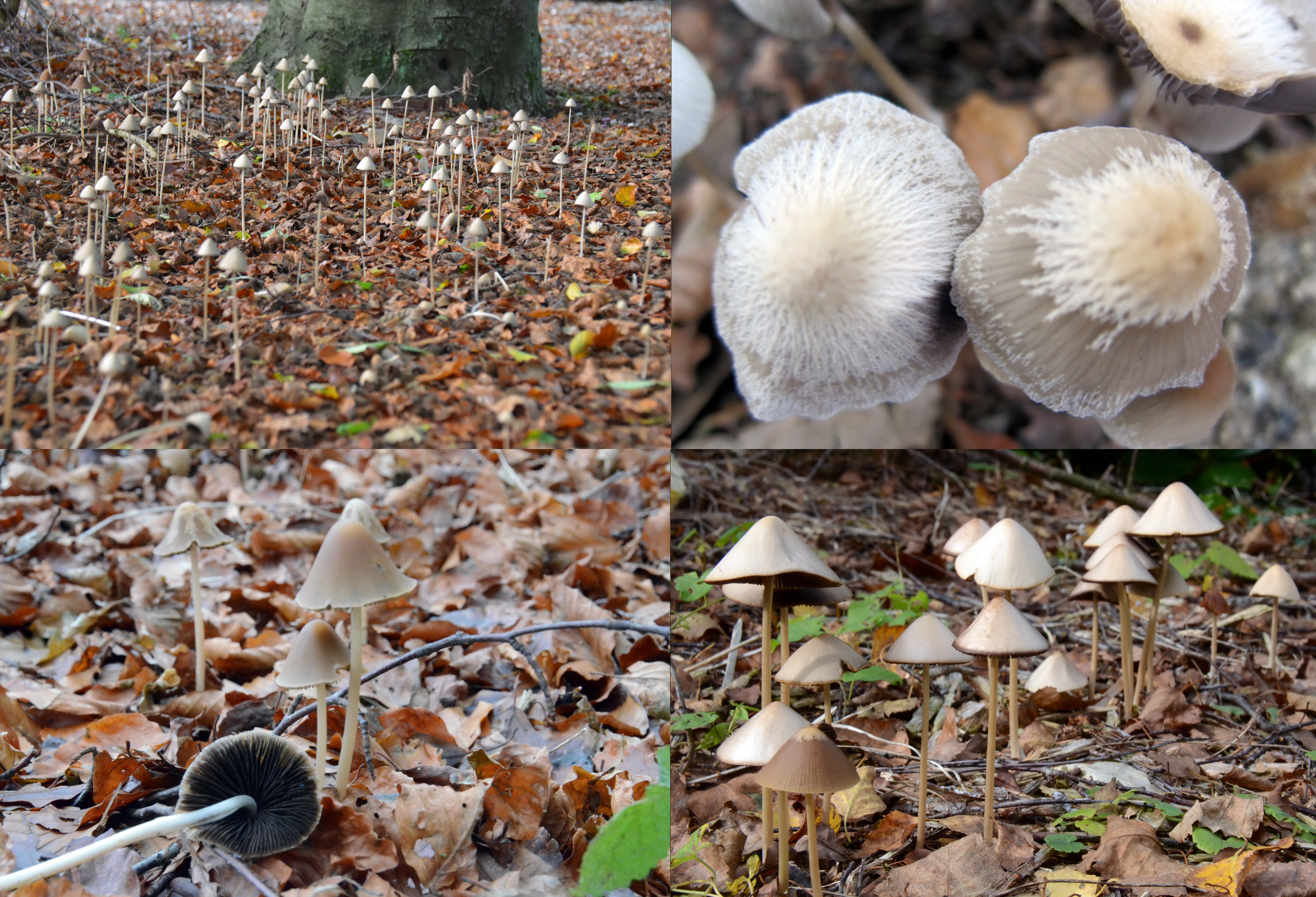
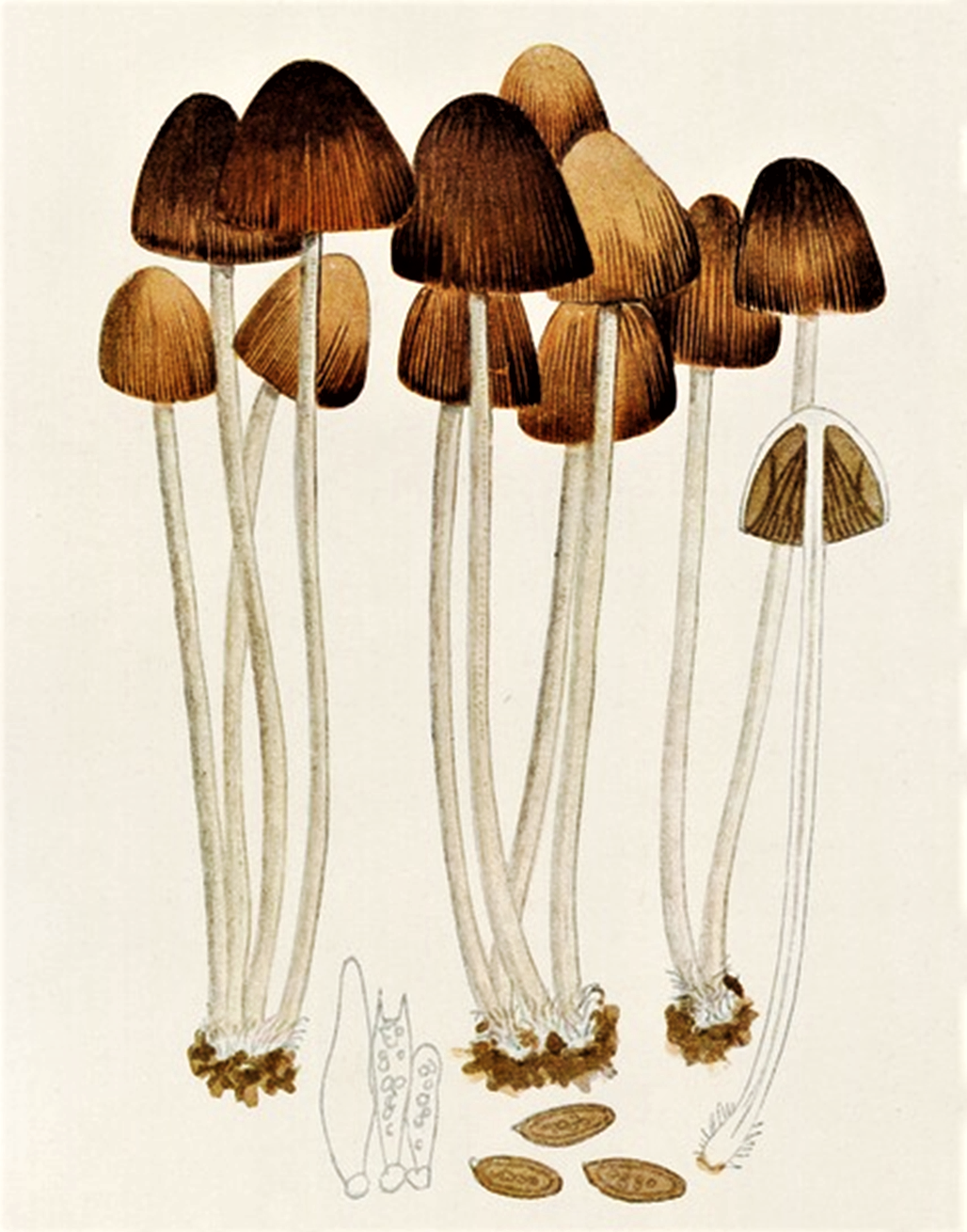

Nem ehető. 